# Concerto mécanique pour la folie ou la folle mécamorphose
Pour plus de détails, voir Fiche technique et Distribution.
Concerto mécanique pour la folie ou la folle mécamorphose est un court métrage français réalisé par Éric Duvivier en 1963 avec la collaboration artistique de l'artiste Erró.

## Histoire
Éric Duvivier, neveu du cinéaste Julien Duvivier, fut très tôt initié au septième art. Après la seconde Guerre mondiale, il entreprit des études de médecine à Paris qu'il finit par abandonner. Passionné de cinéma, il créa en 1947 le Centre international du film médical qui organisa la même année le premier Congrès international du film médical au palais de la Mutualité à Paris.
Il réalisa des centaines films expérimentaux médicaux (plus de sept cents titres) sur des sujets allant de la chirurgie oculaire et cardiaque, aux prises de vues endoscopiques ou encore sur la psychiatrie, en particulier la schizophrénie.
C'est d'ailleurs sur ce thème qu'il réalise le court métrage Concerto mécanique pour la folie (1963) avec des décors et des masques réalisés par l'artiste Erró. Ce film du genre expérimental médical se rapproche des thématiques et de l'univers onirique du surréalisme.

## Synopsis
Le court métrage est un conte futuriste avant-gardiste dans lequel un homme et une femme sont confrontés à un univers robotisé qu'ils tentent de fuir en vain.
Le conte débute par l'image de deux êtres humains allongés sur une surface de sable. La sonnerie d'un téléphone géant les intrigue mais se rend vite insupportable. Les deux protagonistes fuient en traversant un tunnel débouchant sur un couloir grillagé, situé en plein air, affublé de sirènes hurlantes. Nouvelle fuite vers un toboggan qui débouche sur une salle où sont exposés des êtres immobiles mi-femmes mi-robots.Le couple lui-même s'est entre-temps métamorphosé en hommes-machines. Des parties de leur corps, la bouche, les yeux, le nez ou les mains, sont mécanisées. La femme tente de se libérer des liens qui semble la diriger mais s’évanouit. L'homme la transporte devant un alignement de mannequins dénudés et macabres... Ils arrivent dans une cascade d'eau glacée et se débattent dans une mer synthétique qui les engloutit. Le monde mécanique les rattrape, la « mécamorphose » s'effectue. Des humains à têtes de robot opèrent la femme, s'ensuit une partie d'échecs entre les deux partenaires... Leur métamorphose en robots humains, mi-hommes mi-machines, semble inévitable mais se termine sur une note d'espoir. Allongés et avalés par une machine, ils enfantent des dizaines de bulles contenant les enfants du futur absorbés par leurs jeux mécanisés.

## Fiche technique
- Titre : Concerto mécanique pour la folie ou la folle mécamorphose
- Titre court : Concerto mécanique pour la folie
- Réalisation : Éric Duvivier
- Prologue : Professeur Paul Sivadon
- Décors : Jean Caillon, Philippe Sevin, Gérard Hermet
- Collaboration artistique : Ferro [aujourd'hui Erró]
- Production : Sandoz Science Film
- Distributeur : Centre national de documentation audiovisuelle-Santé mentale
- Sonorités : Musique inconnue. Avec la voix de François Dufrêne
- Images : Pierre Fournier
- Montage : Albert Luzuy
- Pays d'origine : France
- Format : couleur – mono – 16 mm
- Édition format : Vidéo VHS : PAL : Ruban VHS
- Genre : court métrage, expérimental médical
- Durée : 19:22 minutes
- Date de sortie : 1963 (France)

## Distribution
Malgré la présence de nombreux hommes-machines ou robots humains, le générique ne mentionne que deux acteurs principaux :
- Dominique Grange : la femme
- Jacques Higelin (orthographié Jacques Igelin dans le générique) : l'homme

## Diffusion
Le film fut projeté en 1967 dans les salles Art et Essais au sein une compilation de quatre films intitulée Hallucinations produit par les laboratoires Sandoz Science Film,. Il est sorti en salle sous cette forme en 1971.
Le film est aujourd'hui régulièrement associé à l'univers de l'artiste Erró. Il est souvent présenté lors des rétrospectives de cet artiste.
Le projet Medfilm hébergé par l'université de Strasbourg et destiné à la recherche sur l'histoire du film médical et sanitaire l'a inclus dans sa base de données en ligne.